# Angry Orchard
Angry Orchard è una marca di sidro americana prodotta dalla Boston Beer Company.

## Storia
La Boston Beer Company nell'intento di diversificare le proprie attività avviò la produzione di Tè freddo (fondando la Twisted Tea) e di sidro. La fabbrica di sidro venne inaugurata nel 2012, distribuendo il prodotto inizialmente solo nella zona del New England per poi estendersi su tutto il territorio nazionale. Nonostante sia sul mercato da pochi anni ha conquistato una grande fetta di consumatori arrivando a controllare il 40% del mercato statunitense di sidro e contribuendo per il 20% al fatturato della compagnia.

## Varietà
- Crisp Apple Cider
- Green Apple Cider
- Apple Ginger
- Traditional Dry Cider
- Cinnful Apple Cider